# The Tavern Keeper's Daughter
The Tavern Keeper's Daughter è un cortometraggio muto del 1908 diretto da David W. Griffith che firma anche la sceneggiatura. Il film - interpretato da George Gebhardt - fu l'esordio cinematografico per Marion Sunshine, noto nome del teatro di rivista che, insieme alla sorella, aveva lavorato anche per Florenz Ziegfeld e che viene accreditata per aver introdotto negli Stati Uniti la musica cubana.

## Produzione
Il film venne prodotto dall'American Mutoscope and Biograph Company.

## Distribuzione
Il copyright del film, richiesto dalla American Mutoscope and Biograph Co., fu registrato il 22 luglio 1908 con il numero H113770. Il film - un cortometraggio di sette minuti - uscì nelle sale statunitensi il 24 luglio 1908.